# Митькович (герб)
Митькович (Hrydkowicz, Prawdzic Miscellaneous II ) - шляхетський герб - різновид герба Правдича. 

## Опис герба
На червоному полі срібна стіна з зубцями, на якій половина золотого лева що тримає кільце. Клейнод: невідомий. Намет: червоний, підбитий сріблом. 

## Найдавніші згадки
Наданий 22 листопада 1551 року братам Василю Митьковичу та Василю Гридковичу. 

## Геральдичний рід
Митьковичі та Гридковичі. 

## Зовнішні посилання
- Herb Mytkowicz z listą nazwisk w elektronicznej wersji Herbarza polskiego Tadeusza Gajla